# Ragnar Tidqvist
Ragnar Tidqvist (1900. október 20. – ?) Európa-bajnoki ezüstérmes svéd jégkorongozó.
Részt vett az 1922-es jégkorong-Európa-bajnokságon St. Moritzban, ahol a döntőben kikaptak a csehszlovákoktől és ezüstérmesek lettek.
A milánói, 1924-es jégkorong-Európa-bajnokságon svéd válogatott a döntőben 2–1-es vereséget szenvedett a francia válogatottól és ismét ezüstérmes lett.
Klubcsapatai az Järva IS és az IFK Stockholm voltak valamint néhány mérkőzést játszott a Berliner SC-ben is.